# ФК Флориана
ФК „Флориана“ е малтийски футболен отбор от град Флориана и е един от тимовете с най-много фенове. Отборът играе в Малтийската Премиер лига. Отборът е един от най-успешните клубове в историята на Малта заедно със „Слима Уондърърс“. Тимът е основан през 1894 година и е вторият най-стар отбор в Малта. Основните клубни цветове са зеленото и бялото и от този факт произтича и единият от прякорите им – Ирландците.

## Успехи
- Малтийска Премиер лига:
  -  Шампион (26): 1909 – 10, 1911 – 12, 1912 – 13, 1920 – 21, 1921 – 22, 1924 – 25, 1926 – 27, 1927 – 28, 1928 – 29, 1930 – 31, 1934 – 35, 1936 – 37, 1949 – 50, 1950 – 51, 1951 – 52, 1952 – 53, 1954 – 55, 1957 – 58, 1961 – 62, 1967 – 68, 1969 – 70, 1972 – 73, 1974 – 75, 1976 – 77, 1992 – 93, 2019 – 20
  -  Вицешампион (16): 1922 – 1923, 1925 – 1926, 1935 – 1936, 1937 – 1938, 1953 – 1954, 1955 – 1956, 1965 – 1966, 1968 – 1969, 1971 – 1972, 1975 – 1976, 1991 – 1992, 1993 – 1994, 2010 – 2011, 2021 – 2022, 2023 – 2024
  -  Бронзов медал (12): 1944 – 1945, 1945 – 1946, 1946 – 1947, 1956 – 1957, 1959 – 1960, 1966 – 1967, 1973 – 1974, 1979 – 1980, 1990 – 1991, 1995 – 1996, 1996 – 1997, 2024 - 2025

- Купа на Малта:
  -  Носител (20): 1937 – 38, 1944 – 45, 1946 – 47, 1948 – 49, 1949 – 50, 1952 – 53, 1953 – 54, 1954 – 55, 1956 – 57, 1957 – 58, 1960 – 61, 1965 – 66, 1966 – 67, 1971 – 72, 1980 – 81, 1992 – 92, 1993 – 94, 2010 – 11, 2016 – 17
  -  Финалист (14): 1934 – 1935, 1935 – 1936, 1955 – 1956, 1959 – 1960, 1964 – 1965, 1973 – 1974, 1976 – 1977, 1977 – 1978, 1978 – 1979, 1987 – 1988, 1988 – 1989, 2005 – 2006, 2010 – 2011, 2023 - 2024

- Суперкупа на Малта:
  -  Носител (2): 1992 – 93, 2017
  -  Финалист (2): 1994, 2011

## Български футболисти
- Бранимир Кочев: ?
- Тодор Зайцев: 1998/2000 (44 мача - 9 гола)
- Георги Китанов: 2021/24  (67 мача - 0 гола)